# 花輪村 (岩手県)
花輪村（はなわむら）は、昭和30年（1955年）まで岩手県下閉伊郡にあった村。現在の宮古市花輪・田鎖・長沢・松山・老木にあたる。

## 沿革
- 明治22年（1889年）4月1日 - 町村制施行にともない、花輪村・田鎖村・長沢村・松山村・老木村の計5か村が合併して新制の東閉伊郡花輪村が発足。
- 1897年（明治30年）4月1日 - 郡の統合により北閉伊郡・中閉伊郡・東閉伊郡が合併して下閉伊郡が発足[1]。下閉伊郡花輪村となる。
- 昭和30年（1955年）4月1日 - 重茂村・崎山村・津軽石村と共に宮古市に編入される。

## 行政
- 歴代村長

| 代 | 氏名       | 就任                       | 退任                       | 備考 |
| -- | ---------- | -------------------------- | -------------------------- | ---- |
|    | 本堂千吉   | 明治34年（1901年）6月26日  | 明治42年（1909年）6月25日  |      |
|    | 田鎖伝七   | 明治42年（1909年）7月11日  | 明治42年（1909年）10月11日 |      |
|    | 船越儀七   | 明治42年（1909年）10月12日 | 大正2年（1913年）10月11日  |      |
|    | 花舘助太郎 | 大正2年（1913年）10月12日  | 大正6年（1917年）3月16日   |      |
|    | 佐々木覚造 | 大正6年（1917年）5月22日   | 大正9年（1920年）11月9日   |      |
|    | 沢田末吉   | 大正10年（1921年）1月21日  | 昭和10年（1935年）10月17日 |      |
|    | 伊藤儀一郎 | 昭和11年（1936年）1月24日  | 昭和21年（1946年）12月3日  |      |
|    | 吉田貞策   | 昭和21年（1946年）12月17日 | 昭和22年（1947年）3月27日  |      |
|    | 吉田熊五郎 | 昭和22年（1947年）3月28日  | 昭和22年（1947年）4月4日   |      |
|    | 大森長一   | 昭和22年（1947年）4月5日   | 昭和27年（1952年）8月      |      |
|    | 元田珪三   | 昭和27年（1952年）9月19日  | 昭和30年（1955年）3月31日  |      |